# Twixlum
Der Stadtteil Twixlum (Plattdeutsch: Twixum) befindet sich im Nordwesten Emdens und wurde 1972 nach Emden eingemeindet. Zuvor gehörte Twixlum zum Landkreis Norden. Twixlum hat derzeit 1008 Einwohner (Stand: 31. Dezember 2010).
Weite Teile Twixlums und der Umgebung sind landwirtschaftlich geprägt. Der Ort wird durchflossen vom Twixlumer Tief, das als Verlängerung des Larrelter Tiefs in das Knockster Tief mündet und somit zur Entwässerung der tief liegenden Gebiete beiträgt. Das Knockster Tief entwässert in die Ems.
Die Freiwillige Feuerwehr Twixlum wurde 1905 gegründet und gehört damit zu den ältesten der Region. Die aus dem Gründungsjahr stammende Handdruckspritze ist heute noch funktionstüchtig und wird bei historischen Veranstaltungen vorgeführt. Die Feuerwehr sorgt für den Brandschutz und die allgemeine Hilfe im Ort.
Der Stadtteil beheimatet den Turnerbund (TB) Twixlum, gegründet 1950.

## Geschichte
Durch die Twixlumer Gemarkung führte im frühen Mittelalter der Conrebbersweg, ein alter Königs- und Handelsweg von der Knock an der Ems in die Mitte Ostfrieslands. Von der Knock über den (heutigen) Hof Doodshörn ging der Weg in geradem Verlauf in Richtung Emden. Die Strecke zwischen Doodshörn und Emden wurde für das Jahr 1832 von Fridrich Arends mit „1 1/4 Stunden Länge“ angegeben. Der Weg wurde wahlweise als Conrebbersweg oder Robodesweg bezeichnet, letzteres ein anderer Ausdruck für Radbodsweg, benannt nach dem legendären Friesenkönig Radbod.
Zur Zeit der Ostfriesischen Häuptlinge im 14. und 15. Jahrhundert war Twixlum ein alteingesessener Häuptlingssitz. Ein gewisser Häuptling Folkert wurde 1312 als Mitunterzeichnet des Emsiger Landrechts genannt. Zirka 60 Jahre später hingegen hatte Twixlum diese Eigenständigkeit verloren, der Häuptling Larrelts war zugleich Twixlumer Häuptling. Nach 1407 erlangten zunächst die tom Brok die Herrschaft über Larrelt und damit auch Twixlum. Nach deren Sturz 1427 war Frerich Allena von Larrelt auch Häuptling von Twixlum. Es folgten Verwandte Focko Ukenas und schließlich erbte Ulrich von Dornum die Burg. Die Twixlumer Häuptlingsburg bestand bis in die 1780er Jahre, als sie abgerissen und ihre Steine zum Bau eines Wohnhauses verwendet wurden. Die Burg stand an der Südostseite des Dorfes, zwischen der Twixlumer Kirche und dem Twixlumer Tief.
1744 fiel Twixlum wie ganz Ostfriesland an Preußen. Die preußischen Beamten erstellten 1756 eine statistische Gewerbeübersicht für Ostfriesland, nach der es im Ort zwei Bäcker, je einen Schneider und Schuster sowie einen Kaufmann gab, der mit Tee, Kaffee, Tabak, Salz, Seife und Tran handelte. Weitere Händler und Kaufleute waren im Ort, der wirtschaftlich im Schatten des benachbarten Larrelt als drittgrößten Handelsort im Amt Emden lag, nicht zu finden.
Jahrhundertelang waren die natürlichen Tiefs und die Entwässerungskanäle, die die Landschaft um Emden in einem dichten Netz durchziehen, der wichtigste Verkehrsträger. Über Gräben und Kanäle waren nicht nur die Dörfer, sondern auch viele Hofstellen mit der Stadt und dem Hafenort Greetsiel verbunden. Besonders der Bootsverkehr mit Emden war von Bedeutung. Dorfschiffer übernahmen die Versorgung der Orte mit Gütern aus der Stadt und lieferten in der Gegenrichtung landwirtschaftliche Produkte: „Vom Sielhafenort transportierten kleinere Schiffe, sog. Loogschiffe, die umgeschlagene Fracht ins Binnenland und versorgten die Marschdörfer (loog = Dorf). Bis ins 20. Jahrhundert belebten die Loogschiffe aus der Krummhörn die Kanäle der Stadt Emden.“
Torf, der zumeist in den ostfriesischen Fehnen gewonnen wurde, spielte über Jahrhunderte eine wichtige Rolle als Heizmaterial für die Bewohner. Die Torfschiffe brachten das Material auf dem ostfriesischen Kanalnetz bis in die Dörfer um Emden, darunter auch nach Twixlum. Auf ihrer Rückfahrt in die Fehnsiedlungen nahmen die Torfschiffer oftmals Kleiboden aus der Marsch sowie den Dung des Viehs mit, mit dem sie zu Hause ihre abgetorften Flächen düngten.
Im April 1919 kam es zu sogenannten „Speckumzügen“ Emder Arbeiter, an die sich Landarbeiterunruhen anschlossen. Zusammen mit dem Rheiderland war der Landkreis Emden der am stärksten von diesen Unruhen betroffene Teil Ostfrieslands. Arbeiter brachen in geschlossenen Zügen in die umliegenden Dörfer auf und stahlen Nahrungsmittel bei Bauern, wobei es zu Zusammenstößen kam. Die Lage beruhigte sich erst nach der Entsendung von in der Region stationierten Truppen der Reichswehr. Als Reaktion darauf bildeten sich in fast allen Ortschaften in der Emder Umgebung Einwohnerwehren. Die Einwohnerwehr Twixlums war mit 43 Angehörigen im Vergleich zu anderen Dörfern des Landkreises Emden eher durchschnittlich groß. Diese verfügten über 20 Waffen. Aufgelöst wurden die Einwohnerwehren erst nach einem entsprechenden Erlass des preußischen Innenministers Carl Severing am 10. April 1920.
Twixlum zählte 1823 insgesamt 246 Einwohner.
Während des Zweiten Weltkriegs war nicht nur die Kernstadt Emdens ein Ziel im Luftkrieg. Da sich in den Dörfern rund um Emden mehrere Flak-Stellungen befanden, waren diese ebenfalls Ziel von Luftangriffen. Jedoch verfehlten die alliierten Bomber häufig aufgrund von Wetterlage, Dunkelheit oder Beschuss durch die Luftwaffe ihr Ziel. So kam es beispielsweise am 7. Juni 1942 zu einem Luftangriff, der unter anderem die Flak-Stellung im Vorort Larrelt zum Ziel hatte. Getroffen wurde neben der Emder Innenstadt jedoch auch Twixlum, wo nach Abwurf einer Luftmine acht Menschen starben.
Am 1. Juli 1972 wurde Twixlum in die Stadt Emden eingegliedert. Bei der Eingemeindung hatte Twixlum 719 Einwohner.

## Einwohnerstatistik
Twixlum zählte per 30. September 2012 977 Einwohner. Damit ist Twixlum nach Marienwehr, Logumer Vorwerk, Uphusen und Friesland der nach Einwohnerzahl fünftkleinste der Emder Stadtteile. Von den 977 Einwohnern waren lediglich acht Ausländer, was einem Anteil von 0,8 Prozent entspricht. Der Ausländeranteil ist damit prozentual der kleinste unter allen Emder Stadtteilen und in absoluten Zahlen der zweitkleinste nach demjenigen von Logumer Vorwerk. Die Vergleichsquote für die Stadt beträgt 5,1 Prozent.
Die Mehrheit der Einwohner (590) gehört der reformierten Kirche an, was einem Prozentanteil von 60,4 Prozent entspricht. Damit liegt Twixlum deutlich über dem Durchschnitt Emdens, in der Stadt bilden die Lutheraner knapp die Mehrheit der evangelischen Christen (15.666 zu 14.767). Vor allem durch Zuwanderung nach dem Beginn der Industrialisierung Emdens um 1900 sowie nach dem Zweiten Weltkrieg hat sich der Anteil lutherischer Glaubensangehöriger in der zuvor deutlich reformiert geprägten Stadt verstärkt. Mehrere der später eingemeindeten Dörfer, darunter auch Uphusen, sind hingegen noch stets mit großer Mehrheit reformiert. Lutherisch sind in Twixlum 184 Einwohner (18,8 Prozent), der katholischen Kirche gehören 38 Einwohner an (3,9 Prozent). Die restlichen 165 Einwohner (16,9 Prozent) sind entweder konfessionslos oder gehören einer anderen Glaubensrichtung an. Zusammen stellen die Christen der beiden großen evangelischen Kirchen also 79,2 Prozent der Einwohner.
24 Prozent der Einwohner (235 Personen) sind älter als 65 Jahre, womit der städtische Durchschnitt von recht genau 20 Prozent klar übertroffen wird. Zur Alterskohorte der Bis-19-Jährigen zählen 183 Personen, mithin 18,7 Prozent der Einwohner. In der Altersgruppe zwischen 19 und 24 Jahren finden sich weitere 50 Personen, so dass die Zahl aller Personen bis 24 Jahre 232 (oder 23,7 Prozent) beträgt. Die Vergleichszahlen für das Stadtgebiet betragen 18,5 Prozent (bis 19 Jahre) und 25,6 Prozent (bis 24 Jahre). In der Alterskohorte bis 19 Jahre liegt Twixlum also ganz leicht über dem städtischen Durchschnitt. Die Zahl aller Personen bis 24 Jahre hingegen ist im Vergleich zum städtischen Durchschnitt niedriger.

## Politik
Wie ganz Ostfriesland – und Emden im Besonderen – ist Twixlum seit Jahrzehnten eine Hochburg der SPD. Bereits bei der Bundestagswahl 1949 ergab sich eine Mehrheit für die SPD. Sie holte damals mehr als 40 Prozent der Stimmen, während die CDU unter zehn Prozent blieb. Bei der Bundestagswahl 1953 holten die Sozialdemokraten die absolute Mehrheit, bei der Bundestagswahl 1969 ebenso. Die „Willy-Brandt-Wahl“ 1972 brachte den Sozialdemokraten Rekordergebnisse in Ostfriesland, was auch auf Twixlum zutraf: Die SPD lag bei mehr als 70 Prozent der abgegebenen gültigen Stimmen, während die CDU weniger als 30 Prozent holte.

### Wappen
Blasonierung: „In Blau eine beide Schildränder berührende silberne Flussschleife in der Form eines gestürzten Omegas, in der Schleifenöffnung eine goldene Windmühle.“
Wappenerklärung: Die silberne Schleife ist das Twixlumer Tief, ein Entwässerungstief, das den Ort schleifenförmig durchfließt. Die Windmühle stellt eine Poldermühle dar, von denen einst etliche zur Entwässerung der Polder dienten.

## Wirtschaft und Verkehr
Twixlum gehört schon aufgrund des hohen Anteils an Landwirtschaftsflächen an der Gemarkung zu den Schwerpunktorten der Landwirtschaft innerhalb der insgesamt industriell geprägten Stadt Emden. Gleichwohl machen Landwirtschaftsflächen insgesamt etwas mehr als die Hälfte des Stadtgebiets aus, wozu die 1972 eingemeindeten, bis dahin stark landwirtschaftlich geprägten Dörfer (darunter eben Twixlum) den stärksten Anteil beitragen. Spätestens seit der Eingemeindung hat sich Twixlum jedoch zu einem Pendler-Vorort entwickelt. Gleichwohl gibt es innerhalb der Gemarkung noch mehrere landwirtschaftliche Betriebe. Die Höfe finden sich teils im alten Ortskern, teils in der Gemarkung. Einige von ihnen sind Aussiedlerhöfe.
Die verkehrliche Anbindung Twixlums erfolgt über eine Kreisstraße (da Emden kreisfrei ist, handelt es sich somit um eine Straße, deren Straßenbaulast bei der Stadt liegt). Im Nachbarort Larrelt befindet sich die Anbindung an die Landesstraße 2 und damit an die Stadt. Die nächstgelegene Autobahn-Anschlussstelle ist die Anschlussstelle Emden-West, der Startpunkt der A 31.
Twixlum wird von der Linie 19 des Stadtverkehrs Emden bedient.

## Sehenswürdigkeiten
- Backsteingotische Twixlumer Kirche aus dem ausgehenden 15. Jahrhundert

## Sport
Sportverein des Stadtteils ist der 1950 gegründete Turnerbund Twixlum (TBT). Ungeachtet seines Namens war er zum Zeitpunkt der Vereinsgründung ein reiner Fußballverein, weitere Sportarten wie Völkerball, Gymnastik und Skat kamen erst später hinzu. Die Fußballer kickten zunächst auf provisorisch hergerichteten Weideflächen, die heutige Sportanlage wurde erst 1954 von der Kirchengemeinde gepachtet. Auf überregionaler Ebene spielten die Mädchen- und Frauenteams des TBT, in den 1990er Jahren bis in die vierthöchste Liga. Die Saison 2012/13 beendete das Erste Frauenteam als Meister der Bezirksliga Weser-Ems Nord und spielt ab der Saison 2013/14 in der Landesliga Weser-Ems.
Die Erste Fußball-Herrenmannschaft spielt ab der Saison 2013/2014 in der zu dieser Saison neugegründeten, ostfrieslandweiten Kreisliga (Ostfrieslandliga), der drittniedrigsten (oder achthöchsten) Spielklasse im Ligensystem in Niedersachsen. Die Twixlumer waren in der Vorsaison aus der Bezirksliga Ostfriesland abgestiegen. Die zweite Mannschaft des TB kickt in einer Spielgemeinschaft zusammen mit Fußballern des SV Frisch-Auf Wybelsum aus dem Nachbarstadtteil in der Ostfriesland-Klasse A (1. Kreisklasse), also eine Stufe niedriger.
Die 1. Mannschaft des Turnerbund Twixlums schloss die Saison 2016/17 sehr erfolgreich ab. Als Meister der Kreisliga Ostfriesland sicherten sie sich somit die Teilnahme an der Bezirksliga in der folgenden Saison. Darüber hinaus gewannen sie den Krombacher Pokal in Emden, sowie die Fußball-Hallenstadtmeisterschaft (OLB-Cup).